# Kroon voor Eervol Vermelden
De Kroon voor Eervol Vermelden was de kroon die op het lint van een Nederlandse onderscheiding werd bevestigd om een Eervolle Vermelding in een dagorder aan te duiden. Aanvankelijk was deze van zilver, na 1940 van goud. Met de instelling van het Bronzen Leeuw in 1944 verviel de Kroon voor Eervol Vermelden.